# Федченко, Иван Антонович
Ива́н Анто́нович Фе́дченко (? — ?) — деятель советской юстиции. Прокурор Коми АССР. Входил в состав особой тройки НКВД СССР, внесудебного и, следовательно, не правосудного органа уголовного преследования.

## Биография
Большая часть трудовой деятельности Ивана Антоновича Федченко относилась к работе в органах советской юстиции. В 1936—1937 годах он являлся прокурором Коми АССР. Этот период отмечен вхождением в состав особой тройки, созданной по приказу НКВД СССР от 30.07.1937 № 00447 и активным участием в сталинских репрессиях.